# Francesca Clayton
Francesca Clayton (7 de janeiro de 1990) é uma jogadora de polo aquático britânica.

## Carreira
Francesca Clayton em Londres 2012 integrou a Seleção Britânica de Polo Aquático Feminino que ficou em 8º lugar.